# The World, the Flesh and the Devil
The World, the Flesh and the Devil je americký sci-fi film o soudném dni z roku 1959, který napsal a režíroval Ranald MacDougall. Ve filmu si zahrál Harry Belafonte, který byl tehdy na vrcholu své filmové kariéry. Děj filmu se odehrává v postapokalyptickém světě, kde přežilo jen velmi málo lidí. Je založen na dvou zdrojích: románu M. P. Shiela The Purple Cloud z roku 1901 a povídce End of the World od Ferdinanda Reyhera.

## Děj
Černošský důlní inspektor Ralph Burton se ocitne uvězněný po závalu v pensylvánském uhelném dole. Slyší záchranáře, jak se k němu blíží, ale po pěti dnech se práce i čerpání vody zastaví. Ralph si prorazí cestu ven sám, jen aby zjistil, že svět je opuštěný. Novinové titulky vysvětlují, že neznámá země vypustila radioaktivní izotopy sodíku, jejichž prach zabil vše živé během pěti dnů, než se rozpadly.
Ralph odjede do New Yorku hledat přeživší, ale marně. Nastěhuje se do budovy, obnoví elektřinu a vezme si za společníky figuríny. Samota ho však přemáhá – po vyhození jedné figuríny z okna uslyší výkřik. Sarah Crandallová, zhruba dvacetiletá běloška, ho sledovala z dálky, ale bála se oslovit ho. Myslela si, že spáchal sebevraždu.
Ralph zlepší jejich životní podmínky, ale bydlí každý jinde. I když se sblíží, vyplouvají na povrch staré rasové předsudky, například když Sarah bezmyšlenkovitě řekne, že je „svobodná, bílá a je jí 21“, což Ralpha hluboce zasáhne. Když naznačí, že by se mohli vzít, Ralph se stáhne, nejistý jejími skutečnými pocity i tím, co přinese případné setkání s dalšími přeživšími.
Ralph pravidelně vysílá v rádiu a jednoho dne zachytí zprávu ve francouzštině. Později dorazí bílý muž Ben Thacker, kterého Ralph a Sarah vyléčí. Ben brzy začne o Sarah projevovat zájem a v Ralphovi vidí konkurenci. Ralph se snaží stáhnout do ústraní, ale nedokáže Sarah úplně opustit.
Napětí mezi muži vyústí v ozbrojený konflikt – Ralph i Ben se ozbrojí a hledají jeden druhého v prázdných ulicích. Ralph ale dojde k sídlu OSN a přečte si biblický citát o přeměně zbraní v nástroje míru. Odloží pušku a jde za Benem neozbrojený. Ben se nedokáže přinutit vystřelit. Sarah vezme oba muže za ruce a trojice se společně vydává budovat novou budoucnost. Film končí slovy „Začátek“ místo „Konec“.

## Obsazení
- Harry Belafonte jako Ralph Burton
- Inger Stevens jako Sarah Crandall
- Mel Ferrer jako Benson Thacker